# Rosalba Forciniti
Rosalba Forciniti (Cosenza, 13 febbraio 1986) è una judoka italiana.

## Biografia
Nata a Cosenza da papà Domenico e mamma Bambina, ha due sorelle: Maria Caterina, la più grande, e Isabella, la più piccola.
Si avvicina al mondo del judo sin da piccola, a soli 8 anni, iscrivendosi alla palestra Olympians di Longobucco, suo paese d'origine. Inizia quindi una serie di gare che la portano a stare sempre lontano da casa, fino a quando vince il suo primo campionato italiano cadetti e viene chiamata dalla nazionale Senior nel centro Olimpico di Ostia (provincia di Roma), dove si allenerà per diverse settimane ogni mese. Affronta una serie di gare nazionali e internazionali che le permettono di ottenere una serie di importanti vittorie e numerose medaglie. Rimane legata sempre al suo paese di origine fino a ottenere il diploma. Nel 2005 entra a far parte del Centro Sportivo Carabinieri, che le permette di allenarsi con serenità e tranquillità.
Ottiene i primi successi senior agli europei del 2010, con un oro a squadre e un argento individuale. Partecipa poi ai Giochi Olimpici di Londra, dove vince la medaglia di bronzo, primo alloro olimpico di un'atleta calabrese nell'evento a 5 cerchi.
A Luglio del 2022 a Cardinale (CZ) le è stato assegnato il riconoscimento "Notte del Pallone rosa - Premio Maria Nisticò", il cui ente promotore ha sede a Scandicci,  in occasione della 11ª Edizione che ha avuto luogo eccezionalmente nella cittadina calabrese luogo di nascita di Maria Nisticò la ragazza alla memoria della quale è intitolato il premio.
Attualmente vive a Roma, e dopo aver avuto due figli, nel 2018 torna all'attività agonistica.

## Palmarès
- Giochi olimpici

2012 - Londra:  Bronzo nella categoria fino a 52 kg.
- Campionati europei di judo

2010 - Vienna:  Oro nella gara a squadre nella categoria fino a 52 kg,  Argento nella gara individuale nella categoria fino a 52 kg.
- Giochi mondiali militari

2007 - Hyderabad:  Bronzo nella categoria fino a 52 kg.
- Giochi del Mediterraneo

2009 - Pescara:  Argento nella categoria fino a 52 kg.
- Campionati europei di judo under-23

 Bronzo a Zagabria 2008
- Campionati europei di judo juniores

 Oro a Sarajevo 2003
- Tornei internazionali

 Argento a Varsavia World Cup 2011
 Argento a Minsk World Cup 2011
 Bronzo a Roma World Cup 2011
 Argento a Rio de Janeiro 2011
 Bronzo a Lido di Roma 2008
 Oro a Marsiglia 2008
 Oro a Jičín 2005
 Bronzo a Lione 2004
 Bronzo a Coimbra 2004
 Argento a Lione 2003
 Bronzo ad Alghero 2003
- Campionati italiani assoluti:

 Oro a Ravenna 2010
 Argento a Crotone 2009
 Oro a Genova 2008
 Oro a Monza 2007
 Bronzo a Pesaro 2006
 Oro a Genova 2005
 Oro a Torino 2004
 Argento a Bergamo 2003
- Campionati italiani under-23:

 Oro a Catania 2008
 Oro a Lecce 2007
- Campionati italiani Juniores:

 Oro a Castellanza 2005